# Лаомедонт
Лаомедонт (грч. Λαομέδων) је у грчкој митологији био тројански краљ.

## Митологија
Био је Илов и Еуридикин син. За време његове владавине, Троја је постала моћан град. Бедеме града су подигли Аполон и Посејдон или зато што их је Зевс казнио или зато што су хтели да искушају краља. Аполон је чак у шумама Иде чувао његова говеда. Међутим, након обављеног посла, краљ није желео да им плати, већ их је уз претње отерао. Зато је Аполон на град послао кугу, а Посејдон морско чудовиште које је прождирало и људе и стоку. Како би га зауставио, Лаомедонт је приковао за стену своју кћерку Хесиону, како би је понудио као жртву чудовишту, што је био савет пророчишта. Такође је обећао и награду (своје божанске коње) ономе ко спаси његову кћерку. То је учинио Херакле, али је краљ поново показао своју превртљивост и одбио да испуни обећање. Зато је Херакле, уз Теламонову помоћ и са шест лађа освојио град и побио Лаомедонта и његове синове. Поштедео је само Пријама (или Подарка). Према другом предању, Херакле је захтевао назад кобиле краља Диомеда које су се храниле људским месом, јер му их је оставио на чување. Као Лаомедонтови синови, поред поменутог Пријама, помињу се и Титон, Ламп, Клитије, Хикетаон и Буколион. Аполодор наводи три кћерке; Хесиону или Тејаниру, Килу и Естиоху, а други аутори Етилу, Медесикасту и Проклеју. Као Лаомедонтова супруга се наводи Стрима, Плакија, Тооса, Зеуксипа, Леукипа и Роја.

## Друге личности
Аполодор помиње још неке личности са овим именом. Један од њих је и Хераклов син кога је имао са Мелином.